# Флореску, Георге
Гео́рге Миха́й Флоре́ску (рум. George Florescu; 21 мая 1984, Клуж-Напока, Румыния) — румынский футболист, полузащитник. Главный тренер клуба «Сэнэтатя».

## Клубная карьера

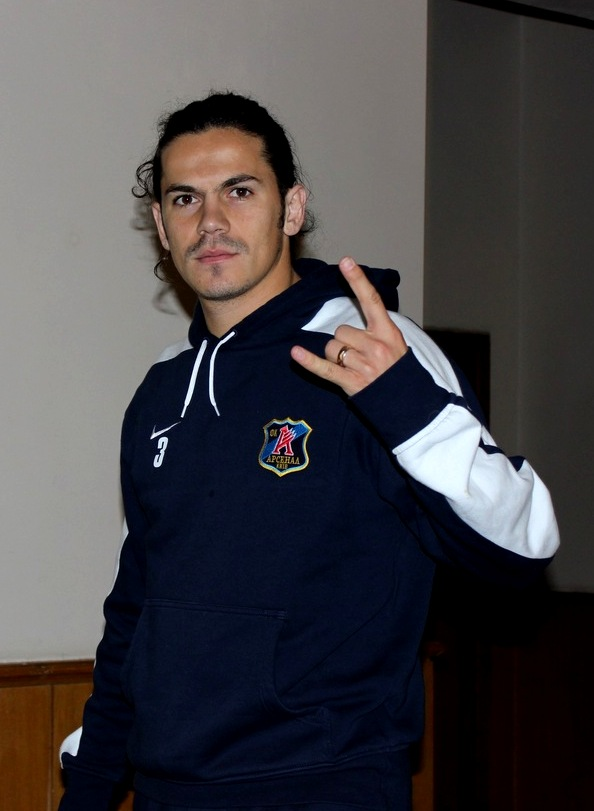
Флореску в составе киевского «Арсенала»

Уроженец города Клуж-Напока. Воспитанник футбольной школы «Университати». После окончания школы, в 17-летнем возрасте начал выступать за первую команду. В первом сезоне провёл три матча, забил один гол. В сезоне 2002/03 в 11 играх отметился 9 мячами. Следующий сезон он провёл уже в роли основного полузащитника «Университати». В июне 2004 году вместе с Рэзваном Кочишем перешёл в сильнейший клуб Молдовы — тираспольский «Шериф». По сообщениям румынских газет, трансфер двух румынских футболистов зарегистрирован в виде спонсорской помощи «Шерифу» со стороны известной молдавской фирмы «Бионтос», которая занимается продажей фруктов и овощей и является главным спонсором клуба. За переход футболистов уплачено 500 тысяч долларов наличными, но при этом клужской «Университати» досталось только 450 тысяч, а остальные 50 тысяч должны были по условиям трансфера получить сами футболисты. Однако ни Кочиш, ни Флореску не получали никаких денег. В составе «Шерифа» стал двукратным чемпионом страны. В 2006 году в составе своей команды принимал участие в матчах 2-го квалификационного раунда Лиги чемпионов против московского «Спартака». В конце августа 2006 года перешёл за миллион долларов в московское «Торпедо». Сыграв 45 игр, 10 из которых в премьер-лиге, забил 9 мячей, все в первом дивизионе. В январе 2008 года перешёл в датский «Мидтьюлланн». С 2010 года на правах аренды играл в «Алании». В клубе дебютировал 3 апреля в матче 4-го тура против махачкалинского «Анжи» (0:2).
5 августа 2010 года подписал контракт с «Аланией» и официально стал футболистом владикавказского клуба, а 15 марта 2011 года покинул команду.
18 июля 2013 года подписал годовой контракт с московским «Динамо». Летом 2015 года начал играть за азербайджанский клуб «Габала».

## Карьера в сборной
С 2003 по 2006 годы играл в молодёжной сборной страны, за которую провёл 11 матчей и забил 4 гола. В октябре 2006 года заявил, что хочет сменить гражданство и выступать за Молдову, своё решение объяснил тем, что очень разочарован тем, что после переезда из Тирасполя в Москву никто из румынской федерации не общался с ним. Но Флореску был уже заигран за молодежную сборную Румынии и по новым правилам ФИФА практически не имел шансов выступать за сборную другой страны. В январе 2010 года новый главный тренер сборной Молдовы Габи Балинт на пресс-конференции заявил, что хочет натурализовать некоторых футболистов, среди которых и Флореску. Также он хотел сделать ему двойное гражданство, чтобы можно было выступать за новую сборную без проблем. Однако вскоре Георге сам заявил, что хочет играть за Румынию. Дебютировал за сборную Румынии 3 марта 2010 года в игре против Израиля и освистан болельщиками.
| Матчи и голы Флореску за сборную Румынии | Матчи и голы Флореску за сборную Румынии | Матчи и голы Флореску за сборную Румынии | Матчи и голы Флореску за сборную Румынии | Матчи и голы Флореску за сборную Румынии | Матчи и голы Флореску за сборную Румынии          |
| ---------------------------------------- | ---------------------------------------- | ---------------------------------------- | ---------------------------------------- | ---------------------------------------- | ------------------------------------------------- |
| №                                        | Дата                                     | Соперник                                 | Счёт                                     | Голы Флореску                            | Соревнование                                      |
| 1                                        | 3 марта 2010                             | Израиль                                  | 0:2                                      | -                                        | Товарищеский матч                                 |
| 2                                        | 5 июня 2010                              | Гондурас                                 | 3:0                                      | 1                                        | Товарищеский матч                                 |
| 3                                        | 11 августа 2010                          | Турция                                   | 0:2                                      | −                                        | Товарищеский матч                                 |
| 4                                        | 3 сентября 2010                          | Албания                                  | 1:1                                      | −                                        | Отборочный матч чемпионата Европы по футболу 2012 |
| 5                                        | 7 сентября 2010                          | Беларусь                                 | 0:0                                      | −                                        | Отборочный матч чемпионата Европы по футболу 2012 |
| 6                                        | 9 октября 2010                           | Франция                                  | 0:2                                      | −                                        | Отборочный матч чемпионата Европы по футболу 2012 |
| 7                                        | 17 ноября 2010                           | Италия                                   | 1:1                                      | −                                        | Товарищеский матч                                 |
| 8                                        | 9 февраля 2011                           | Кипр                                     | 1:1                                      | −                                        | Товарищеский матч                                 |
| 9                                        | 26 марта 2011                            | Босния и Герцеговина                     | 1:2                                      | −                                        | Отборочный матч чемпионата Европы по футболу 2012 |

Итого: 9 матчей / 1 гол; 1 победа, 4 ничьих, 4 поражения.

## Достижения
Шериф:
- Чемпион Молдовы (2): 2004/05, 2005/06
- Обладатель кубка Молдовы: 2005/06

 Мидтъюлланд
- Серебряный призёр чемпионата Дании: 2007/08

 Алания:
- Финалист кубка России: 2010/11